# Cmentarz ewangelicki w Stawiszynie
Cmentarz ewangelicki w Stawiszynie – cmentarz ewangelicki zlokalizowany w Stawiszynie przy Szosie Konińskiej (północna część miasta, stara droga wylotowa na Konin). 

## Miasto
Słownik geograficzny Królestwa Polskiego (1883) stwierdza, że na 1924 mieszkańców Stawiszyna zamieszkiwało miasto 1073 katolików, 609 wyznawców judaizmu, 238 protestantów i czterech prawosławnych. Było to więc miasto wielokulturowe, a każde z wyznań (oprócz prawosławnego) utrzymywało własny, osobny cmentarz.

## Historia

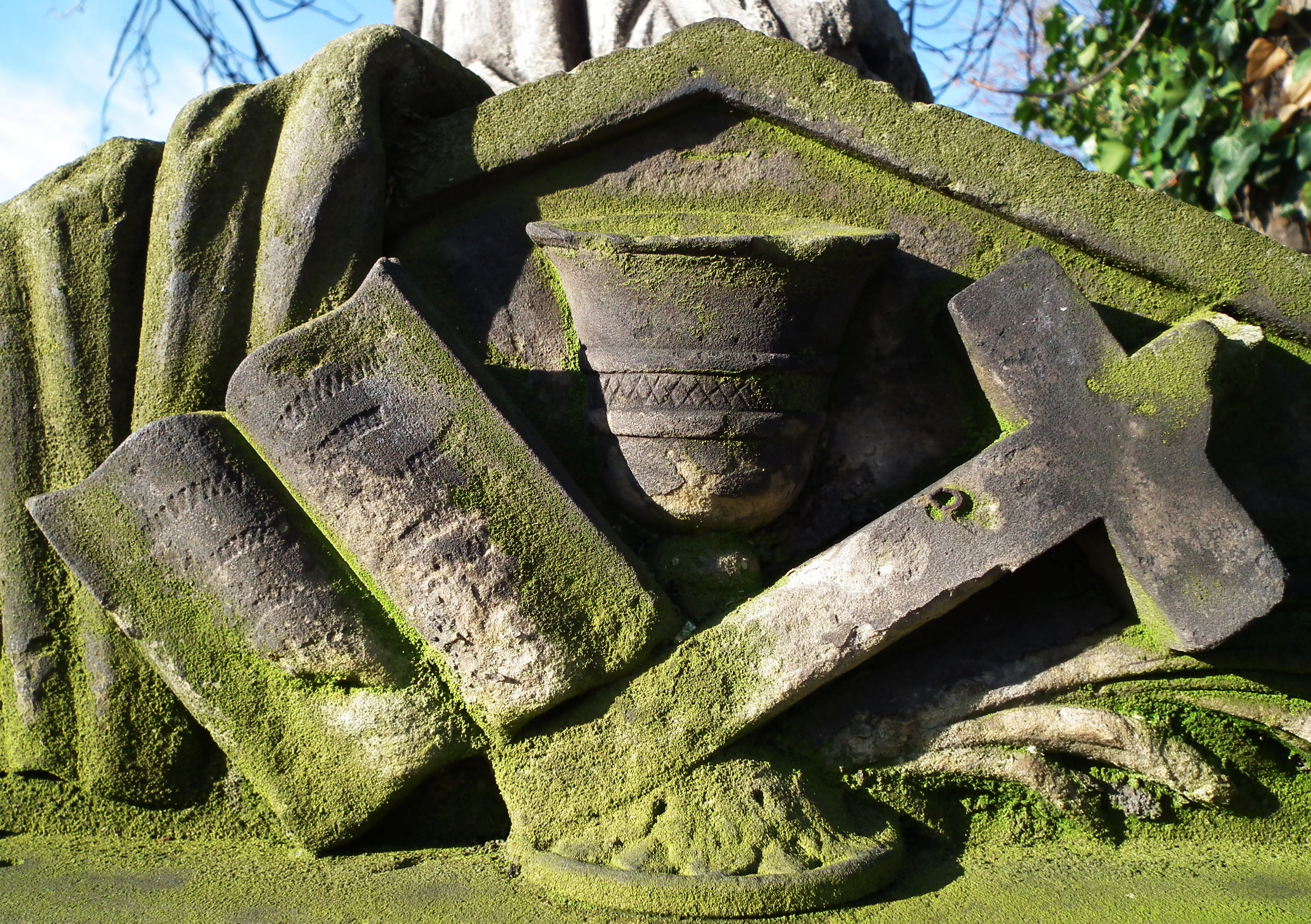
Detal

Cmentarz dla ewangelików założono w początku XIX wieku. W Kaliskiem jako jedna z pierwszych powstała właśnie parafia stawiszyńska - w 1777. Obiekt funkcjonował w pełni do 1945, kiedy to większa część protestantów opuściła miasto, ale nigdy nie został zamknięty i nadal dokonuje się tu sporadycznie pochówków. Należy do parafii ewangelicko – augsburskiej w Kaliszu, założonej w 1795. Jest najlepiej zachowanym cmentarzem ewangelickim na terenie Puszczy Pyzdrskiej i jej bezpośredniego otoczenia, gdzie kolonizatorzy protestanccy zakładali liczne wsie olęderskie i gdzie istnieje duża liczba zapomnianych, wiejskich cmentarzy tego wyznania.

## Dwujęzyczność

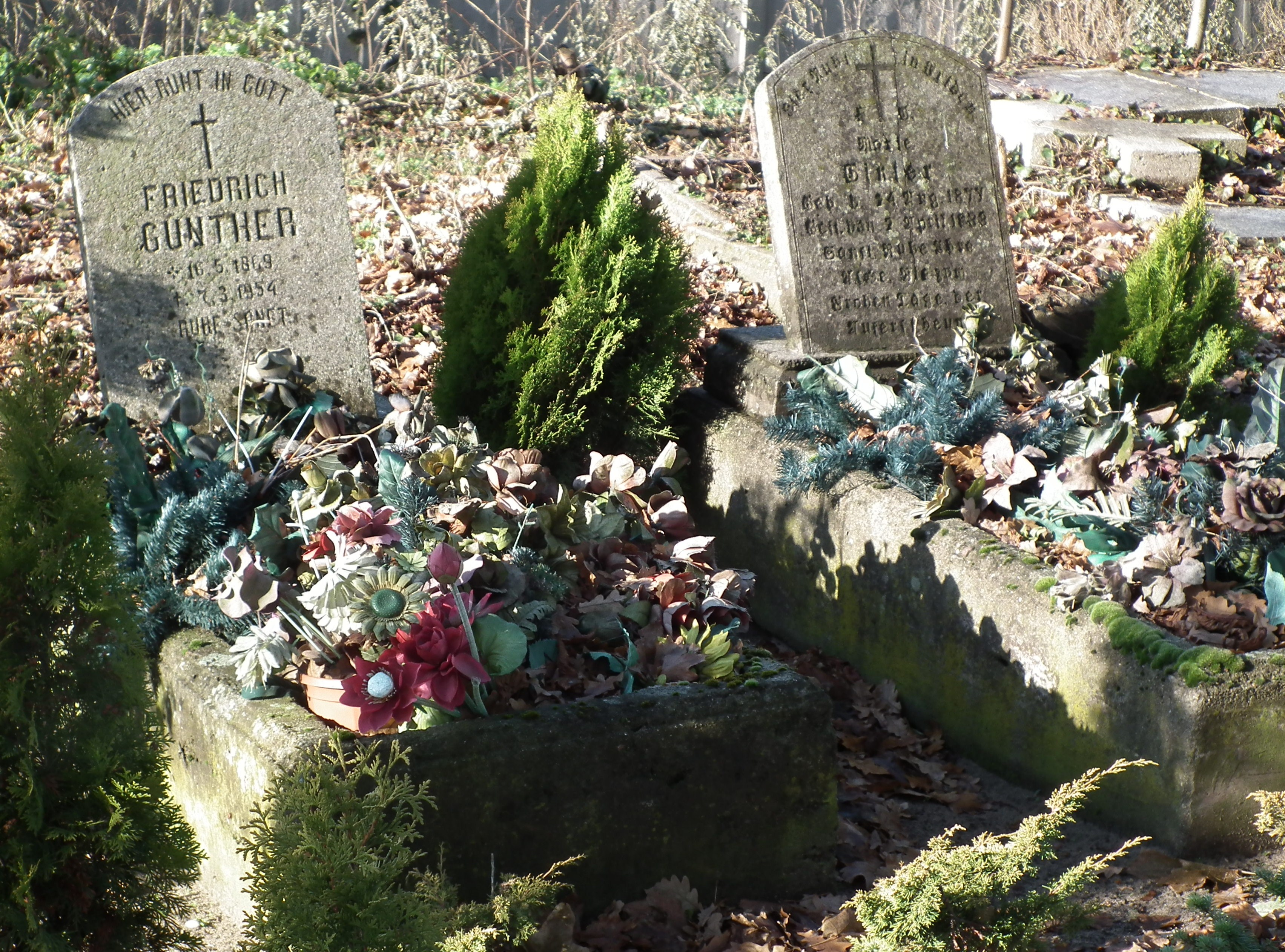
To samo nazwisko na dwóch nagrobkach. Pisownia po lewej niemieckojęzyczna: Friedrich Günther (zm. 1954), a po prawej polskojęzyczna: Marte Ginter (zm. 1888)

## Nagrobki
Na cmentarzu zachowały się liczne, w tym mocno zdobione, nagrobki, zarówno polsko-, jak i niemieckojęzyczne. Jerzy Bronisław Widerski, miejscowy działacz społeczny, umieścił w centrum nekropolii w latach 90. XX wieku krzyż upamiętniający udział Stawiszynian w powstaniu styczniowym. Część nagrobków posiada wysoką wartość artystyczną.

## Galeria

### Widoki ogólne

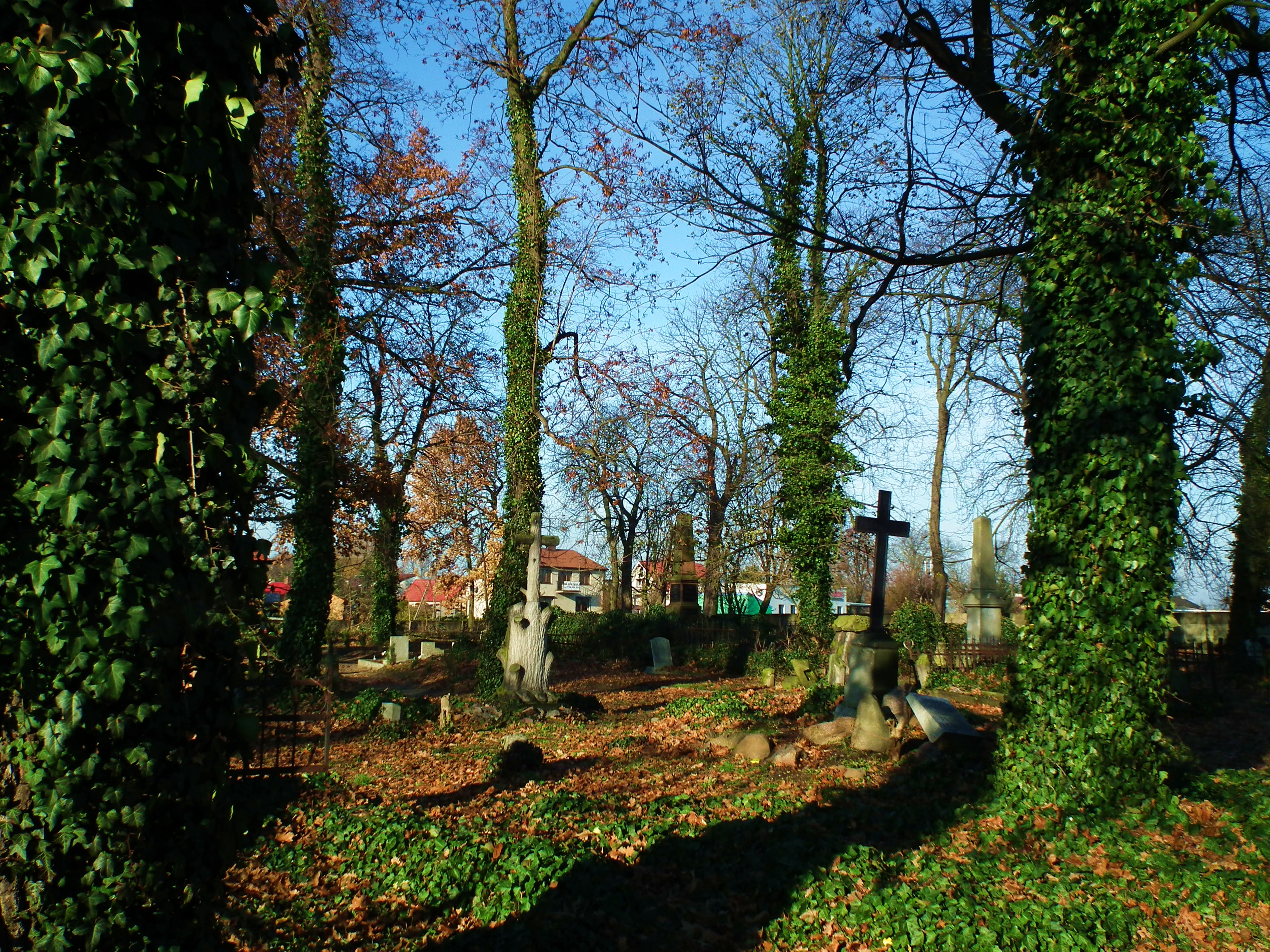
Widok od bramy
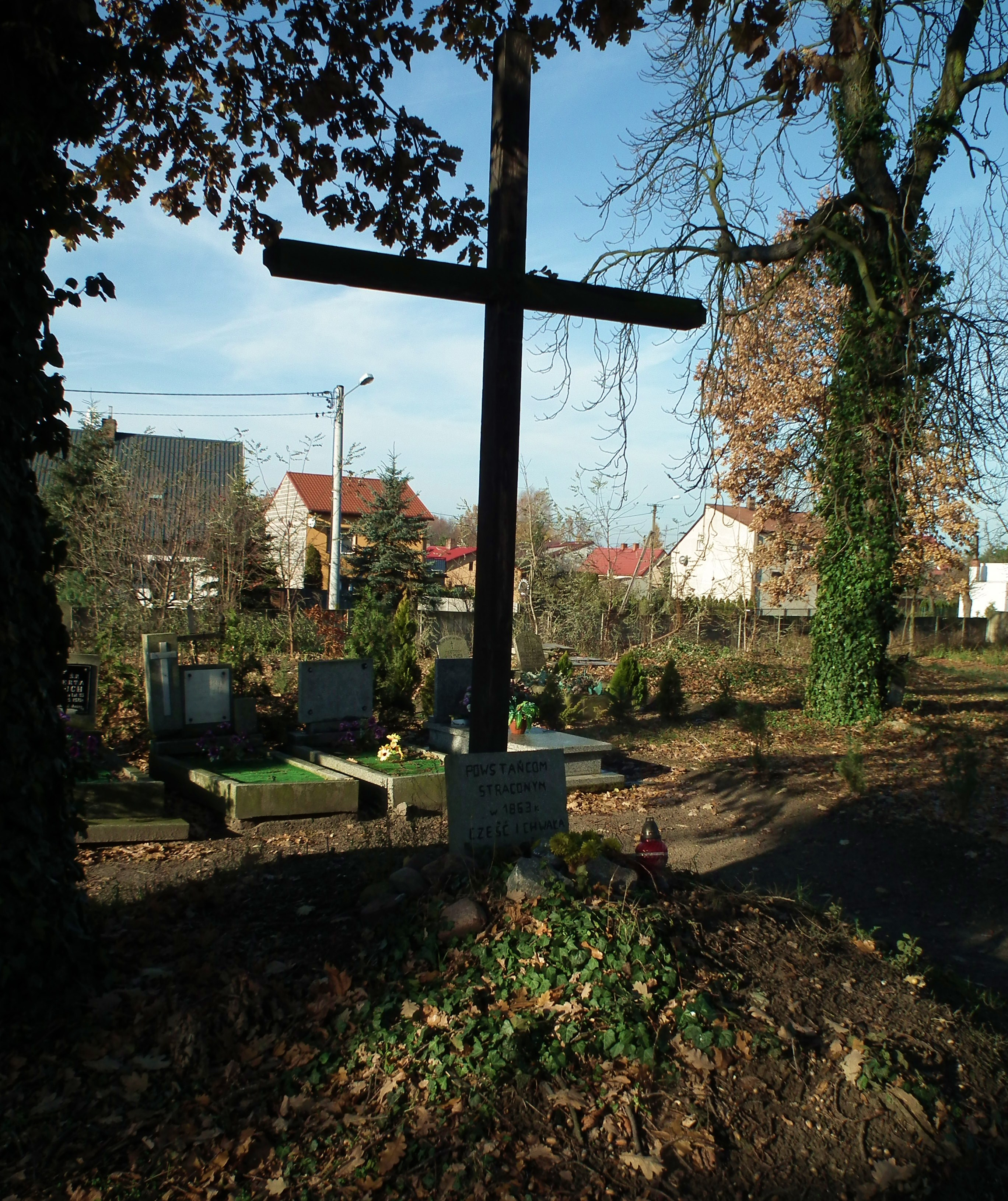
Krzyż 1863
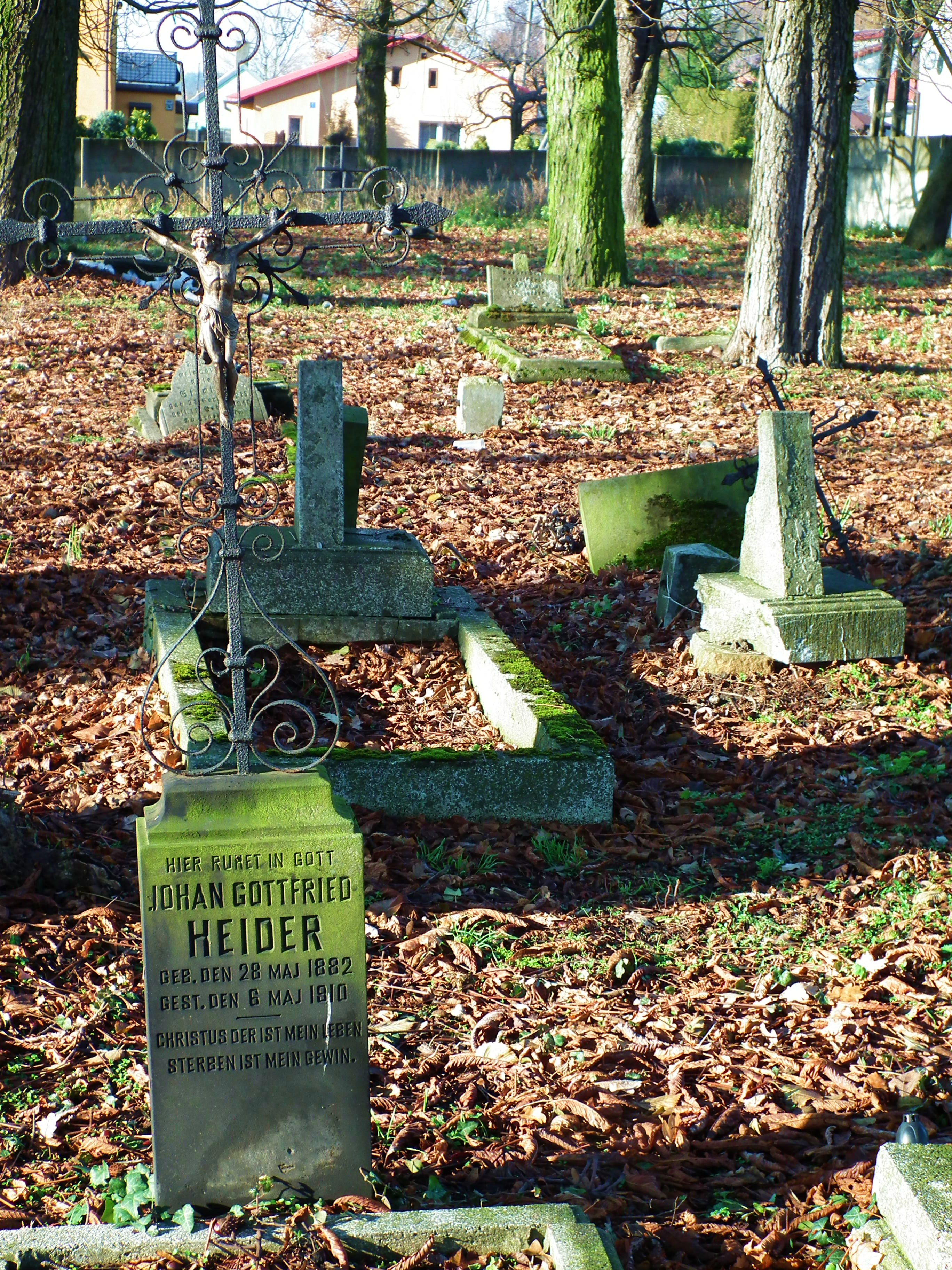
Część północna

### Nagrobki

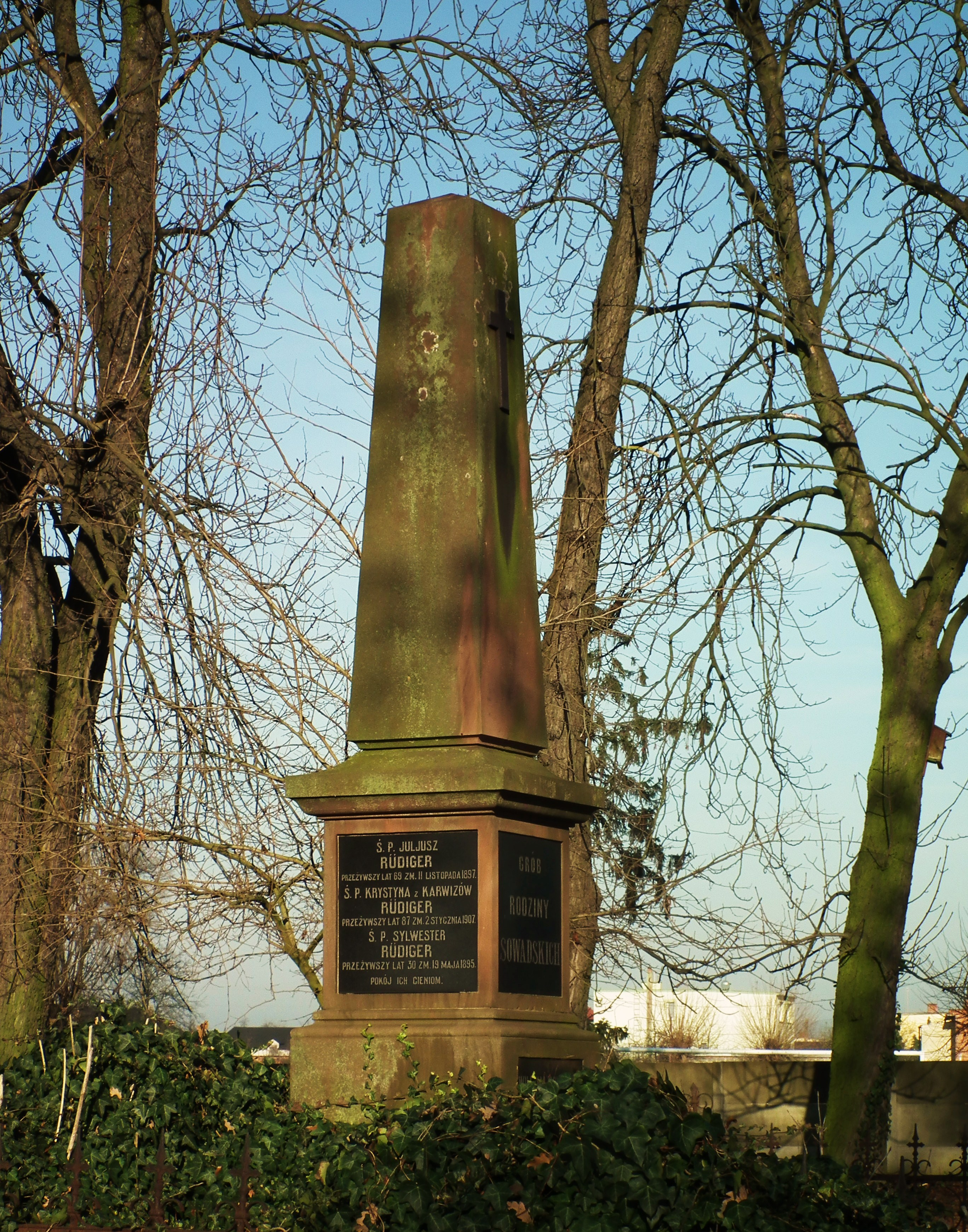
Obelisk Rüdigierów
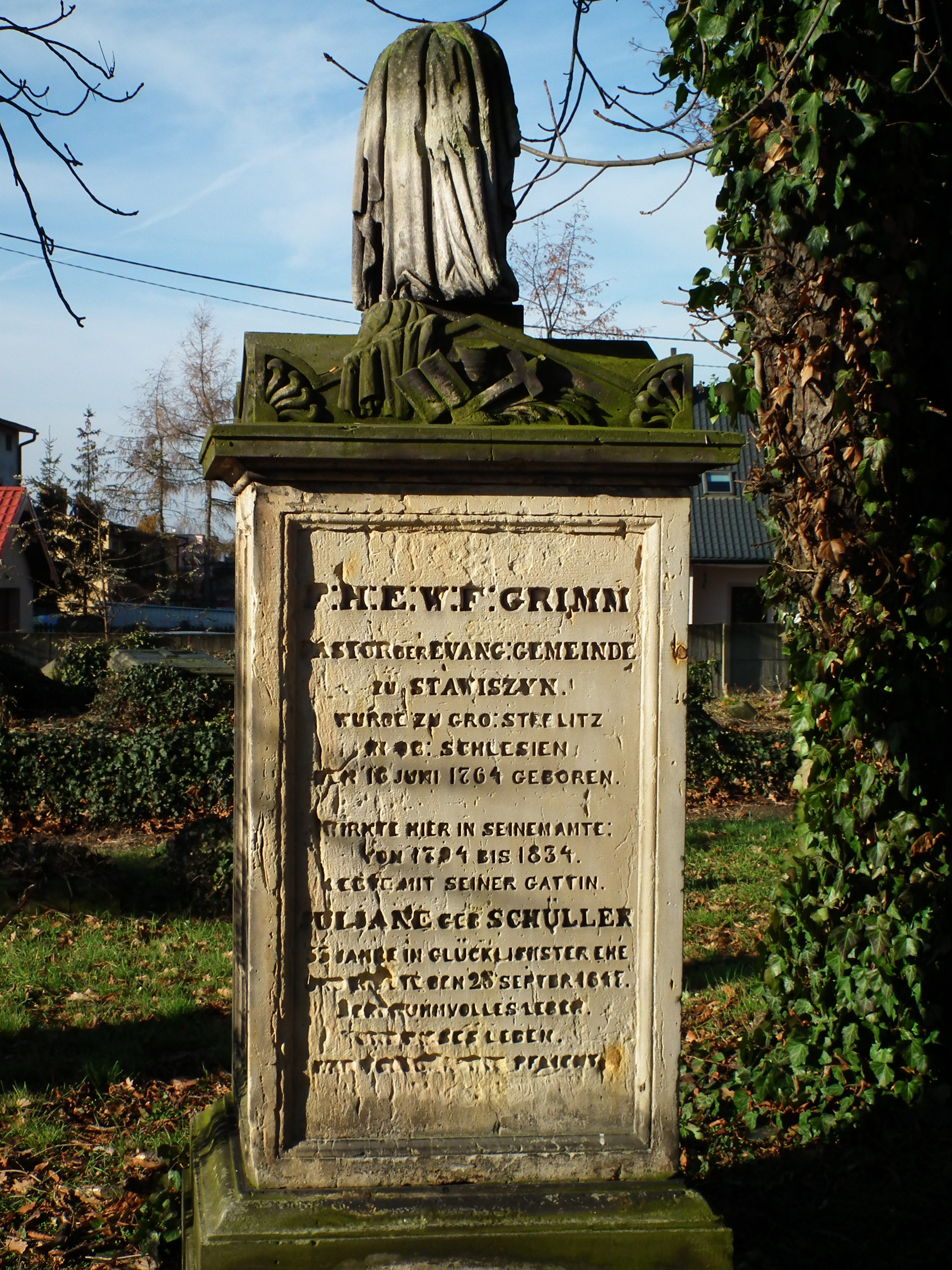
Grób Grimmów
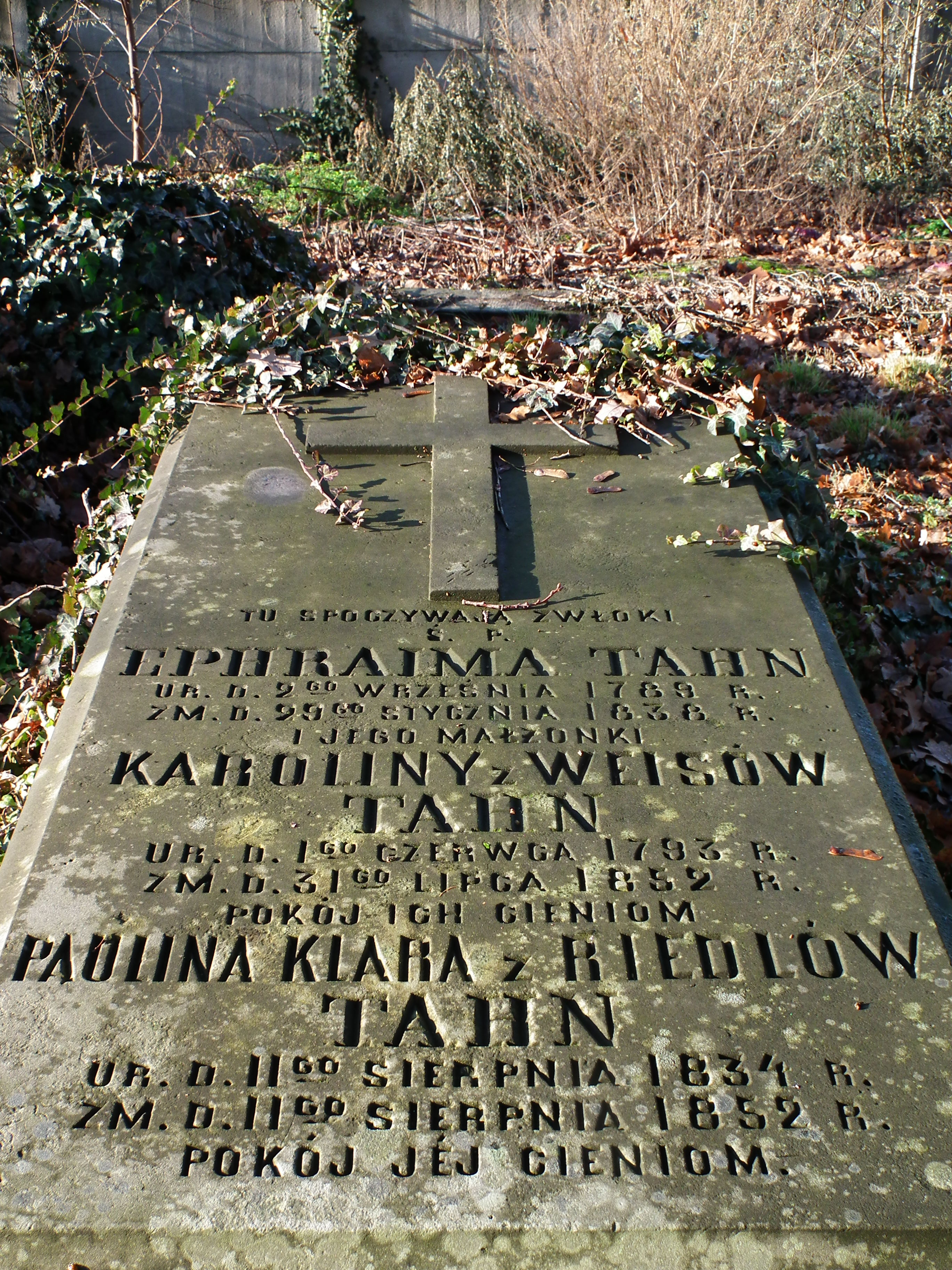
Grób Tahnów